# 1960 في نيوزيلندا
فيما يلي قوائم الأحداث التي وقعت خلال عام 1960 في نيوزيلندا.

## سياسة

### تعيين في المنصب
- 1 يناير – بيل براون عضو مجلس النواب النيوزيلندي ‏.
- 12 ديسمبر – هاري لاك وزير المالية [الإنجليزية]‏.

## رياضة
- 1 يناير – كأس نيوزيلندا 1960 الفائز North Shore United AFC [الإنجليزية]‏.

## مواليد

### يناير
- 1 يناير – أندرو باترسون مهندس معماري نيوزيلندي.
- 1 يناير – بروس راسيل موسيقية نيوزيلندية.
- 1 يناير – جيريمي كوتر
- 1 يناير – ديفيد باركر سياسي نيوزيلندي.
- 1 يناير – ديفيد دونالدسون موسيقية نيوزيلندية.
- 1 يناير – ستيلا كوركري رسامة نيوزيلندية.
- 1 يناير – نيكولا جاكسون فنانة نيوزيلندية.
- 8 يناير – بول ماكدونالد كاياكير نيوزيلندي.
- 26 يناير – شاين أرديرن سياسي نيوزيلندي.

### فبراير
- 15 فبراير – باول كيلي
- 15 فبراير – جوك هوبز
- 23 فبراير – جون ميلس لاعب رغبي نيوزيلندي.
- 23 فبراير – غافين ستيفنز
- 26 فبراير – فيكتور سيمبسون لاعب رغبي نيوزيلندي.
- 26 فبراير – مايك بيرو

### مارس
- 10 مارس – برينت أندرسون لاعب رغبي نيوزيلندي.
- 11 مارس – وارويك تايلور لاعب رغبي نيوزيلندي.

### أبريل
- 4 أبريل – موراي تشاندلر

### مايو
- 2 مايو – ريس جونز
- 18 مايو – جيف هوران مُجدّف نيوزيلندي.

### يونيو
- 11 يونيو – يان دان لاعب رغبي نيوزيلندي.

### يوليو
- 7 يوليو – كيفن بورنس لاعب كريكت نيوزلندي.
- 15 يوليو – غاري روبرتسون لاعب كركيت نيوزيلندي.

### أغسطس
- 4 أغسطس – باول هنري سياسي نيوزيلندي.
- 23 أغسطس – تشارلز درينان كهنوت نيوزيلندي.

### سبتمبر
- 28 سبتمبر – كيفن لوتون مُجدّف نيوزيلندي.

### أكتوبر
- 5 أكتوبر – دايفيد كيرك
- 8 أكتوبر – ريد هاستينغز
- 10 أكتوبر – جيف هاينز لاعب رغبي نيوزيلندي.
- 29 أكتوبر – غرانت باركر
- 31 أكتوبر – غاري ريد مُجدّف نيوزيلندي.

### نوفمبر
- 20 نوفمبر – غرايم ميلر درّاج طريق نيوزيلندي.
- 23 نوفمبر – بيتر هامبلتون ممثل نيوزيلندي.
- 24 نوفمبر – جولي هاريس لاعبة كركيت نيوزيلندية.
- 25 نوفمبر – بروس دينز لاعب رغبي نيوزيلندي.

### ديسمبر
- 6 ديسمبر – كاتي هيكمان كاتبة بريطانية.
- 17 ديسمبر – ستيفن والش منافِس أوليمبي نيوزيلندي.
- 26 ديسمبر – تيمويرا موريسون ممثل نيوزيلندي.

## وفيات

### يناير
- 1 يناير – فرنسيس فيشر (مواليد 1877) سياسي نيوزلندي.
- 1 يناير – هيلين سيمبسون (مواليد 1890)

### فبراير
- 18 فبراير – ويليام هويل (مواليد 1883) لاعب كريكت نيوزلندي.
- 29 فبراير – إليزابيث غيلمر (مواليد 1880) ناشطة نيوزيلندية.

### يونيو
- 10 يونيو – كولن لوفيل سميث (مواليد 1894)
- 25 يونيو – فرانك تايلور (مواليد 1890) لاعب كريكت نيوزلندي.

### يوليو
- 25 يوليو – إدغار نيل (مواليد 1889) سياسي نيوزيلندي.

### أغسطس
- 17 أغسطس – روبرت روذرفورد (مواليد 1886) لاعب كريكت نيوزلندي.

### سبتمبر
- 10 سبتمبر – هارولد غيليز (مواليد 1882)

### أكتوبر
- 2 أكتوبر – ويليام ويب (مواليد 1880) مُجدّف نيوزيلندي.
- 25 أكتوبر – ميك بروف (مواليد 1899) مُجدّف نيوزيلندي.

### نوفمبر
- 29 نوفمبر – أندرو هاميلتون راسيل (مواليد 1868) عسكري نيوزيلندي.